# National Treasures – The Complete Singles
National Treasures – The Complete Singles é uma coletânea musical da banda galesa de rock Manic Street Preachers, lançada em 2011, pela gravadora Sony Music. O repertório baseia-se em canções em vinte anos de gravações do grupo, incluindo a regravação inédita de "This Is the Day". O álbum entrou nas paradas do Reino Unido e recebeu aclamação da crítica especializada.

## Faixas
| Disco 1 | |         |  |
| N.º     | Título | Duração |  |
| 1.      | "Motown Junk" (de "Motown Junk" single, 1991)                                                             | 3:58    |  |
| 2.      | "Stay Beautiful" (de Generation Terrorists, 1992)                                                         | 3:10    |  |
| 3.      | "Love's Sweet Exile" (single version, originally de Generation Terrorists, 1992)                          | 3:05    |  |
| 4.      | "You Love Us" (de Generation Terrorists, 1992)                                                            | 4:17    |  |
| 5.      | "Slash 'n' Burn" (de Generation Terrorists, 1992)                                                         | 3:58    |  |
| 6.      | "Motorcycle Emptiness" (de Generation Terrorists, 1992)                                                   | 6:06    |  |
| 7.      | "Theme from M.A.S.H. (Suicide Is Painless)" (de "Theme from M.A.S.H. (Suicide Is Painless)" single, 1992) | 3:42    |  |
| 8.      | "Little Baby Nothing" (editada, original de Generation Terrorists, 1992)                                  | 4:40    |  |
| 9.      | "From Despair to Where" (de Gold Against the Soul, 1993)                                                  | 3:37    |  |
| 10.     | "La Tristesse Durera (Scream to a Sigh)" (de Gold Against the Soul, 1993)                                 | 4:14    |  |
| 11.     | "Roses in the Hospital" (de Gold Against the Soul, 1993)                                                  | 5:02    |  |
| 12.     | "Life Becoming a Landslide" (de Gold Against the Soul, 1993)                                              | 4:14    |  |
| 13.     | "Faster" (de The Holy Bible, 1994)                                                                        | 3:55    |  |
| 14.     | "Revol" (de The Holy Bible, 1994)                                                                         | 3:04    |  |
| 15.     | "She Is Suffering" (de The Holy Bible, 1994)                                                              | 4:44    |  |
| 16.     | "A Design for Life" (de Everything Must Go, 1996)                                                         | 4:20    |  |
| 17.     | "Everything Must Go" (de Everything Must Go, 1996)                                                        | 3:41    |  |
| 18.     | "Kevin Carter" (de Everything Must Go, 1996)                                                              | 3:25    |  |
| 19.     | "Australia" (de Everything Must Go, 1996)                                                                 | 4:04    |  |

| Disco 2 |                                                                                             |         |  |
| N.º     | Título                                                                                      | Duração |  |
| 1.      | "If You Tolerate This Your Children Will Be Next" (de This Is My Truth Tell Me Yours, 1998) | 4:51    |  |
| 2.      | "The Everlasting" (de This Is My Truth Tell Me Yours, 1998)                                 | 6:07    |  |
| 3.      | "You Stole the Sun de My Heart" (de This Is My Truth Tell Me Yours, 1998)                   | 4:22    |  |
| 4.      | "Tsunami" (de This Is My Truth Tell Me Yours, 1998)                                         | 3:49    |  |
| 5.      | "The Masses Against the Classes" (de "The Masses Against the Classes" single, 2000)         | 3:23    |  |
| 6.      | "So Why So Sad" (de Know Your Enemy, 2001)                                                  | 4:02    |  |
| 7.      | "Found That Soul" (de Know Your Enemy, 2001)                                                | 3:07    |  |
| 8.      | "Ocean Spray" (de Know Your Enemy, 2001)                                                    | 4:13    |  |
| 9.      | "Let Robeson Sing" (de Know Your Enemy, 2001)                                               | 3:46    |  |
| 10.     | "There by the Grace of God" (de Forever Delayed, 2002)                                      | 3:48    |  |
| 11.     | "The Love of Richard Nixon" (de Lifeblood, 2004)                                            | 3:39    |  |
| 12.     | "Empty Souls" (de Lifeblood, 2004)                                                          | 4:05    |  |
| 13.     | "Your Love Alone Is Not Enough" (de Send Away the Tigers, 2007)                             | 3:55    |  |
| 14.     | "Autumnsong" (de Send Away the Tigers, 2007)                                                | 3:41    |  |
| 15.     | "Indian Summer" (de Send Away the Tigers, 2007)                                             | 3:55    |  |
| 16.     | "(It's Not War) Just the End of Love" (de Postcards from a Young Man, 2010)                 | 3:28    |  |
| 17.     | "Some Kind of Nothingness" (de Postcards from a Young Man, 2010)                            | 3:48    |  |
| 18.     | "Postcards from a Young Man" (de Postcards from a Young Man, 2010)                          | 3:35    |  |
| 19.     | "This Is the Day" (new song, 2011)                                                          | 3:38    |  |
| 20.     | "Rock 'n' Roll Genius" (Bônus edição japonesa, 2011)                                        | 2:40    |  |